# Pedro Gaytán
Pedro Gaytán o Gaitán (circa 1518 – post 1588), soldado y escritor español.

## Biografía
Aficionado a la escritura y la poesía, narró el cerco de Orán en 1563 por el hijo de Jeredín Barbarroja, Hasán Bajá, rey de Argel, en su Historia de Orán y de su cerco. La narración, con tintes heroicos y pretensiones eruditas, presenta una frescura general que también alcanza a las citas clásicas, e incluye, por ejemplo, una lectura popular y muy extendida sobre las cuentas del Gran Capitán, Gonzalo Fernández de Córdoba.

## Obras
- Historia de Orán y de su cerco, ed. crítica a cura di Enrica Bisetti; El llanto que hizo San Pedro, ed. crítica a cura di Giovanni Caravaggi. Premessa di Giovanni Caravaggi, Fasano di Puglia, Schena, 1985.